# Eutypella caricae
Eutypella caricae är en svampart som först beskrevs av De Not., och fick sitt nu gällande namn av Augusto Napoleone Berlese. Eutypella caricae ingår i släktet Eutypella och familjen Diatrypaceae.   Inga underarter finns listade i Catalogue of Life.